# Derambila sjostedti
Derambila sjostedti är en fjärilsart som beskrevs av Aurivillius 1910. Derambila sjostedti ingår i släktet Derambila och familjen mätare. Inga underarter finns listade i Catalogue of Life.